# Dawn (rumsonde)
Dawn (engelsk for daggry) er en amerikansk rumsonde, der blev opsendt d. 27. september 2007. Formålet med opsendelsen var som den første rumsonde at besøge de to tungeste medlemmer: dværgplaneten Ceres og asteroiden Vesta i asteroidebæltet mellem planeterne Mars og Jupiter. I stedet for blot at flyve forbi dem, gik Dawn i kredsløb om dem. Til rejsen brugte den en ionmotor, udviklet til missionen. Ionmotoren anvendte 288 kg xenon til at nå Vesta og yderligere 89 kg til at nå Ceres. 45,6 kg konventionelt hydrazin-raketbrændstof bruges til ændring af flyvestillingen og hjalp med til at Dawn kunne blive indfanget af Vesta/Ceres.
De 48 kg ekstra xenon kunne være brugt til at besøge andre asteroider på en forlænget mission, men den mulighed har NASA ikke ønsket at bruge.
Dawn var i 2011-2012 i kredsløb om Vesta og gik i kredsløb om Ceres den 6. marts 2015. Derved blev rumsonden den første sonde, der har været i kredsløb om to forskellige himmellegemer.
På en hjemmeside kunne man skrive sit navn, og disse navne er på en mikrochip, der flyver med Dawn.[kilde mangler]

## Kronologi
- September 2007 — Opsendelse.
- Februar 2009 — Tæt passage af Mars.
- Juli 2011 — Gik i kredsløb om Vesta.
- September 2012[2] — Forlod Vesta.
- Marts 2015 — Gik i kredsløb om Ceres.
- Juli 2015 — Slut på den primære mission.

## 4 Vesta
Den 16. juli 2011 blev Dawn blev indfanget i asteroiden Vestas tyngdekraft og kom i kredsløb om asteroiden. Dawn opnåede et 4,3 times kredsløb ved 210 km den 8. december 2011.

## 1 Ceres
Ceres blev den første dværgplanet, der fik besøg af en rumsonde. Dawn gik i kredsløb om Ceres den 6. marts 2015. I november 2015 ændredes kredsløbet om dværgplaneten til 375 km højde. 
Rumsonden New Horizons fløj først forbi dværgplaneten Pluto den 14. juli 2015, og var den anden dværgplanet, der fik besøg af en rumsonde.